# Manchester Castle

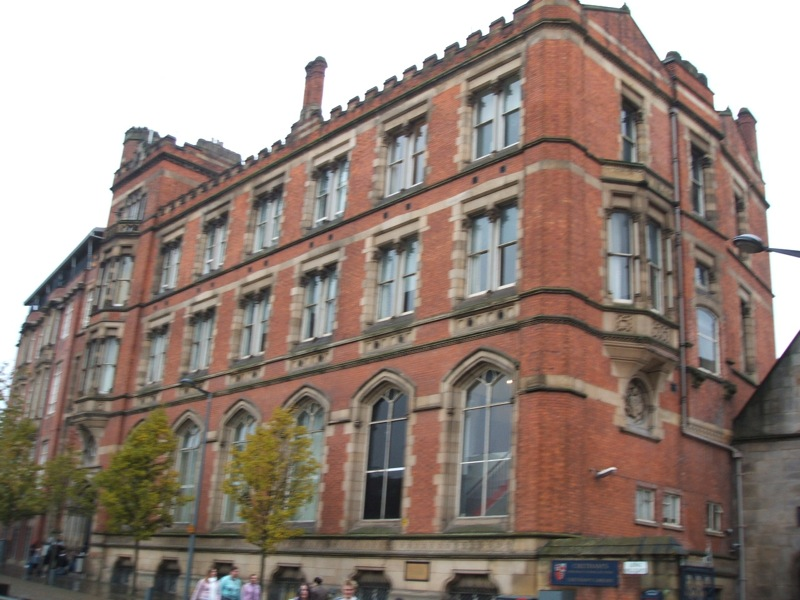
Chetham's School of Music an der Stelle des früheren Manchester Castle

Manchester Castle ist eine abgegangene Burg in Manchester in der englischen Verwaltungseinheit Greater Manchester. Das mittelalterliche, befestigte Herrenhaus lag vermutlich am Zusammenfluss von Irk und Irwell in der Nähe der Kathedrale, wo sich heute die Chetham's School of Music befindet. Dies wäre dann am Rande der mittelalterlichen Siedlung Manchester gelegen.

## Geschichte
Manchester Castle wurde 1184 erstmals urkundlich erwähnt; in Aufzeichnungen von 1215 ist vermerkt, dass es der Familie Greslé gehörte, die Barone von Manchester waren. Dies ist die letzte historische Referenz der Burg. Vor dem Bau des Herrenhauses könnte Manchester Castle die Form eines Ringwerks gehabt haben, das aus Holz gebaut und mit hölzernen Palisaden versehen war. Diese frühere Burg wurde als „von keinerlei politischer oder militärischer Bedeutung“ beschrieben. Drei Ringe von Gräben, die das vermutete Burggelände umgeben, wurden entdeckt, aber die könnten auch Teil der sächsischen Burh oder einer normannischen Burg gewesen sein.
In seinem Buch Warfare in England aus dem Jahr 1912 bezeichnet der Schriftsteller und Geschichtswissenschaftler Hilaire Belloc die Manchester Gap zwischen den Pennines und dem Ästuar des River Mersey als eine der beiden wichtigsten Verteidigungslinien im mittelalterlichen England. Die andere war die an der Themse. Obwohl Belloc Manchester und seiner bekannten Fähigkeit, Truppenbewegungen aufzuhalten, große Bedeutung zuschreibt, widerlegte der Burgenhistoriker Cathcart King Belloc, weil das Gelände schon früh vergessen wurde.